# جیون
جیون (به ژاپنی: 慈雲 じうん)، تولد ۲۴ اوت ۱۷۱۸ (۲۸ ژوئیه، سومین سال از عصر کیوهو) - مرگ ۲۲ ژانویه ۱۸۰۵ (۲۲ دسامبر، اولین سال از عصر بونکا) یک راهب بودایی شینگون در اواخر دوره ادو بود. او اهمیت زیادی برای احکام قائل بود و از «قانون صحیح» (شینگون-ریتسو) حمایت می‌کرد. او بنیان‌گذار شینتوی اوندن بود. او همچنین به عنوان یک خوشنویس شناخته می‌شد.